# Людвіг Філіпп Турн-унд-Таксіс
Людвіг Філіпп Турн-унд-Таксіс (нім. Ludwig Philipp von Thurn und Taxis), повне ім'я Людвіг Філіпп Марія Фрідріх Йозеф Максиміліан Антоніус Ігнатіус Ламорал фон Турн-унд-Таксіс (нім. Ludwig Philipp Maria Friedrich Joseph Maximilian Antonius Ignatius Lamoral  von Thurn und Taxis, 2 лютого 1901 —  22 квітня 1933) — принц Турн-унд-Таксіс, син 8-го князя Турн-унд-Таксіс Альберта та Маргарити Клементини Австрійської.

## Біографія
Людвіг Філіпп народився 2 лютого 1901 року у Регенсбурзі в Баварському королівстві. Він був четвертим сином князя Турн-унд-Таксіс Альберта та його дружини Маргарити Клементини. Мав старших братів Франца Йозефа та Карла Августа. Ще один брат, Йозеф Альберт, помер до його народження. За наступні сім років в сім'ї з'явилося троє молодших синів: Макс Емануель, Рафаель Райнер, Філіп Ернст і донька Єлизавета Олена.

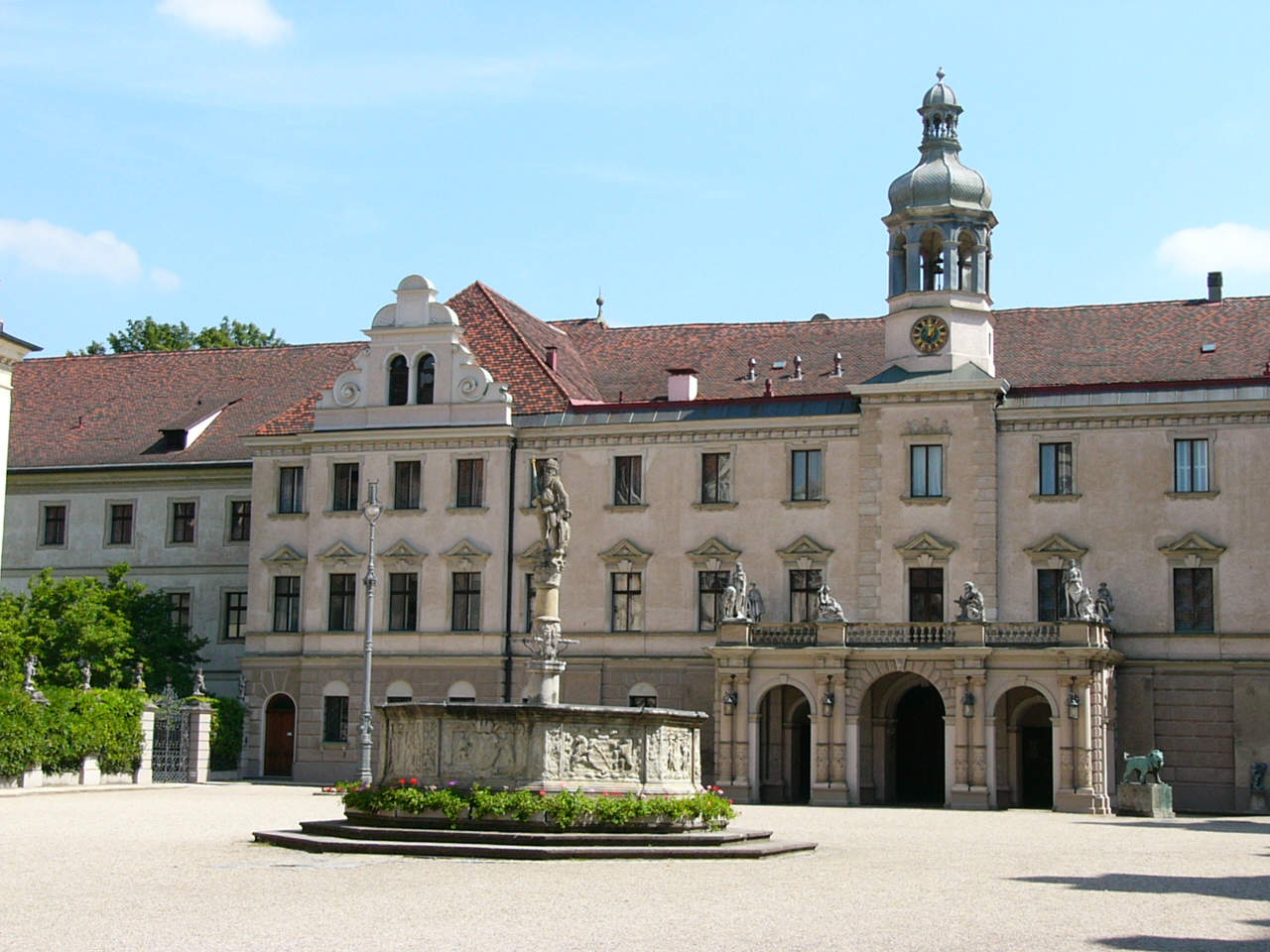
Замок Святого Еммерама

Резиденцією родини був замок Святого Еммерама у Регенсбурзі. Жили заможно. Так, до 1906 вони володіли сотнею коней, 80 екіпажами та 15 автомобілями, що спричинило необхідність перебудови та розширення стаєнь. Будівництво нових приміщень тривало до 1911 року.
Батьки, ревні католики, були людьми релігійними та творчими. Альберт, займаючись благодійністю, відкрив кухню для нужденних взимку 1919, Маргарита до похилого віку допомагала в лікарні як медсестра. Вона була талановитою художницею та скульптором, а чоловік грав на фортепіано та органі, маючи до того ж непоганий баритон. Діти в цій родині отримали ретельне та всебічне виховання.
Людвіг Філіпп, як і його батько та старший брат Карл Август, вивчав право у Вюрцбурзькому університеті. Також був членом католицького студентського братства «KDStV Cheruscia Würzburg».
У 21 рік він узяв шлюб із принцесою Єлизаветою Люксембурзькою, своєю одноліткою. Наречена була п'ятою донькою правителя Люксембурга Вільгельма IV та сестрою правлячої великої герцогині Шарлотти. Весілля відбулося 14 листопада 1922 у замку Гогенбург, де проживала мати принцеси. У подружжя народилося двоє дітей. У 1925 Людвіг Філіпп придбав замок Нідерайбах. У серпні того ж року там народилася його донька.
Син Ініги, наймолодший онук Людвіга Філіппа, описує діда як пряму людину, що не боялася відверто висловлювати свою думку.
Помер принц у віці 32 років 22 квітня 1933 у замку Нідерайбах за життя своїх батьків. Похований у абатстві святого Еммерама.

## Родина
Дружина — Єлизавета Люксембурзька
Діти:
- Ансельм (1924—1944) — загинув 19-річним у Другій світовій.
- Ініга (1925—2008) — дружина Ебергарда Урахського, мала п'ятеро дітей.

## Цікаві факти
- Рідне місто Людвіга Філіппа, Регенсбург, є побратимом Одеси в Україні.[7]